# Michael James Shaw
Michael James Shaw (* 16. September 1986 in New York City, Vereinigte Staaten) ist ein US-amerikanischer Schauspieler.

## Leben und Karriere
Michael James Shaw stammt aus New York City und schloss 2005 die Vanguard High School ab. Anschließend schrieb er sich für ein Masterprogramm an der Juilliard School ein, welches er ebenfalls erfolgreich abschloss.
Er ist seit 2008 als Schauspieler aktiv, nachdem er einer Episode der Serie The Wire auftrat. Es folgten einige Rolle in Kurzfilmen, ehe er 2014 als Papa Midnite eine wiederkehrende Rolle in der Serie Constantine übernahm, in der er bis 2015 zu sehen war. 2015 übernahm er als Agent Mike eine Nebenrolle in der kurzlebigen Serie Limitless. Gastrollen übernahm er etwa in Roots, Blue Bloods – Crime Scene New York und Bull.
2016 war er in einer Nebenrolle in der Komödie Wiener Dog zu sehen. 2018 erweckte er mittels Motion-Capture-Verfahren die Figur des Corvus Glaive, eines Verbündeten des galaktischen Eroberers Thanos, in Avengers: Infinity War zum Leben, dem er auch im Original die Stimme lieh. Auch im Nachfolgefilm Avengers: Endgame übernahm er diese Rolle.
2019 übernahm er in der Serie Blood & Treasure – Kleopatras Fluch als Aiden Shaw eine der Hauptrollen. 2021 spielte Shaw als Mercer eine zentrale Rolle in der finalen 11. Staffel von The Walking Dead.

## Filmografie (Auswahl)
- 2008: The Wire (Fernsehserie, Episode 5x02)
- 2011: Today _ _ cks (Kurzfilm)
- 2012: Brutus (Kurzfilm)
- 2012: Lispenard (Kurzfilm)
- 2014: Roulette (Kurzfilm)
- 2014–2015: Constantine (Fernsehserie, 3 Episoden)
- 2015–2016: Limitless (Fernsehserie, 14 Episoden)
- 2016: Wiener Dog (Wiener-Dog)
- 2016: Desire in New York
- 2016: Roots (Fernsehserie, Episode 1x03)
- 2017: Blue Bloods – Crime Scene New York (Blue Bloods, Fernsehserie, Episode 7x14)
- 2017: Bull (Fernsehserie, 2 Episoden)
- 2017: Oasis (Fernsehfilm)
- 2018: Avengers: Infinity War
- 2019: Avengers: Endgame
- 2019: The Enemy Within (Fernsehserie, 2 Episoden)
- 2019–2022: Blood & Treasure – Kleopatras Fluch (Blood & Treasure, Fernsehserie, 10 Episoden)
- 2021–2022: The Walking Dead (Fernsehserie, 15 Episoden)